# Jordemoderforeningen
Jordemoderforeningen er navnet på den faglige forening, der varetager jordemødrenes og de jordemoderstuderendes interesser i Danmark (inklusive Grønland). Fagforeningen blev stiftet i 1902, og havde i 2021  2.925 medlemmer.
Foreningen skiftede i 2004 navn fra Den Almindelige Danske Jordemoderforening (DADJ) til sit nuværende navn, Jordemoderforeningen.
Jordemoderforeningen  udgiver fagbladet Tidsskrift for Jordemødre, som udkommer 12 gange om året.
Foreningens formand var fra  2001 til 2019 Lillian Bondo, der blev  efterfulgt af Lis Munk.
Jordemoderforeningen er medlem af følgende organisationer:
- Sundhedskartellet
- AC (men var medlem af FTF indtil d. 31. december 2018)